# Roger Lambrecht (football)
Pour les articles homonymes, voir Lambrecht.
Roger Lambrecht, né à Eksaarde le 19 août 1931 et mort le 15 février 2022, est un homme d'affaires et ancien joueur de football belge. De 1994 à 2019, il est le président du KSC Lokeren.

## Biographie
Il joue dans les divisions inférieures du football belge avec le Standaard FC Lokeren, le KFC Vigor Wuitens Hamme et la Royale Jeunesse Arlonaise. Il met un terme à sa carrière une fois la trentaine et part travailler aux usines Michelin.
Au milieu des années 1960, il fonde sa propre usine de fabrication de pneumatiques à Berchem, dans la banlieue d'Anvers. Il rencontre le succès et se bâtit une fortune importante via son entreprise. En 1993, il devient administrateur-délégué de la nouvelle compagnie aérienne flamande VLM Airlines. Un an plus tard, il reprend le KSC Lokeren, relégué en deuxième division belge. Il parvient à faire remonter le club en Division 1 en 1996. Cette activité lui prenant de plus en plus de temps, il décide de quitter son poste dans la société VLM Airlines en 1997.
Il reste l'unique décideur de la destinée du club jusqu'en 2010. À presque 80 ans, il décide de déléguer une partie de ses fonctions au directeur technique Willy Verhoost et au manager sportif Jean-Marie Philips, remplacé un an plus tard par Marc Vanmaele. Ces décisions sont couronnées de succès car le club remporte ensuite deux fois la Coupe de Belgique en 2012 et 2014.
Le 7 juin 2019, Roger Lambrecht cède le club à l'ancien agent de joueur Louis de Vries et se retire de la présidence du club.  Il sera resté à la tête du club durant 25 ans.